# Кендзьоркі (Лодзинське воєводство)
Кендзьоркі (пол. Kędziorki) — село в Польщі, у гміні Бжезіни Бжезінського повіту Лодзинського воєводства.
Населення — 114 осіб (2011).
У 1975-1998 роках село належало до Скерневицького воєводства.

## Демографія
Демографічна структура станом на 31 березня 2011 року:
|          | Загалом | Допрацездатний вік | Працездатний вік | Постпрацездатний вік |
| -------- | ------- | ------------------ | ---------------- | -------------------- |
| Чоловіки | 59      | 10                 | 39               | 10                   |
| Жінки    | 55      | 8                  | 35               | 12                   |
| Разом    | 114     | 18                 | 74               | 22                   |